# AR-7

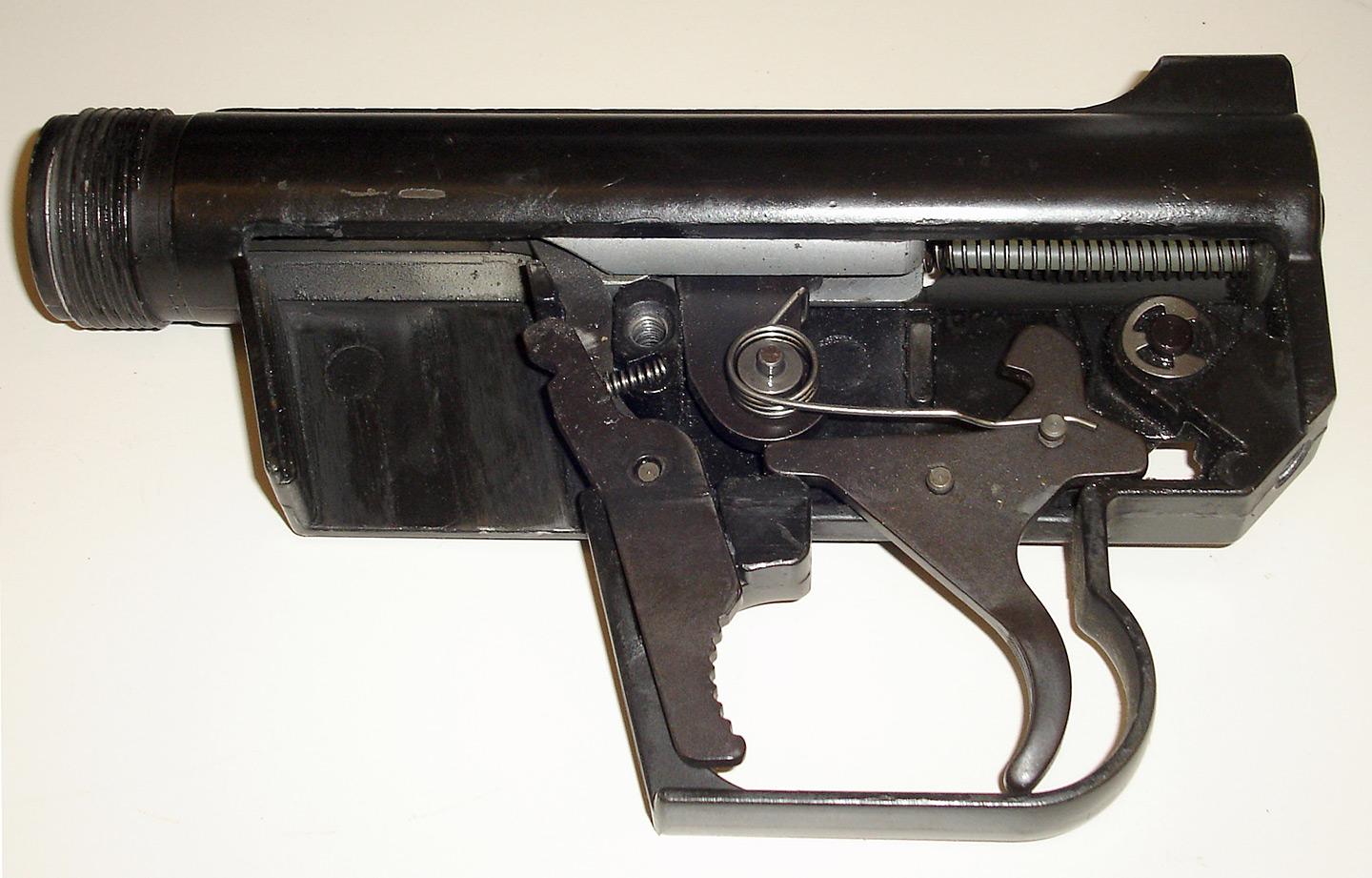
AR-7. Ударно-спусковой механизм

AR-7  — складная малокалиберная винтовка.
Винтовка была разработана американской компанией ArmaLite (в тот период — подразделение компании FairchildAircraft) в конце 1950-х годов. 
Винтовка использует автоматику со свободным затвором, стрельба ведётся с закрытого затвора. Питание патронами осуществляется из отъёмных коробчатых магазинов, вставляемых в приёмник, расположенный спереди перед спусковой скобой.
Может комплектоваться сменными магазинами на 8, 10 или 15 патронов.
Винтовка AR-7 производилась американской компанией Arma Lite как оружие выживания для лётчиков. В 1998 году компания Henry Repeating Arms выпустила новый вариант AR-7.
Несмотря на видимость (серебряный металлик), металла в ней гораздо меньше чем пластика. Ложа у неё пластиковая, а нарезной ствол — лишь полый стальной сердечник с пластиковым покрытием, имитирующим нержавеющую сталь.
При этом ружьё обеспечивает относительно приличную точность стрельбы малокалиберными патронами .22 LR. Кольцевой прицел регулируется по вертикали и горизонтали. Заметная и легкодоступная кнопка предохранителя размещена на шейке ложи, справа от затвора. Цевья ружьё не имеет вообще и при стрельбе опорная рука стрелка поддерживает непосредственно ствол или магазин.
Основная причина популярности AR-7 у любителей оружия — компактность, быстрота и лёгкость разборки: достаточно снять магазин, отвернуть ствол, вывернув шуруп из розетки пистолетной рукоятки, снять затворную коробку. Всё это, включая два восьмизарядных магазина, помещается внутри пластиковой ложи. Такой контейнер практически полностью герметичен и, упав в воду, как заявляет производитель, будет плавать.

## Тактико-технические характеристики
- Длина, мм — 896
- Ёмкость магазина, патронов — 8, 10, 15

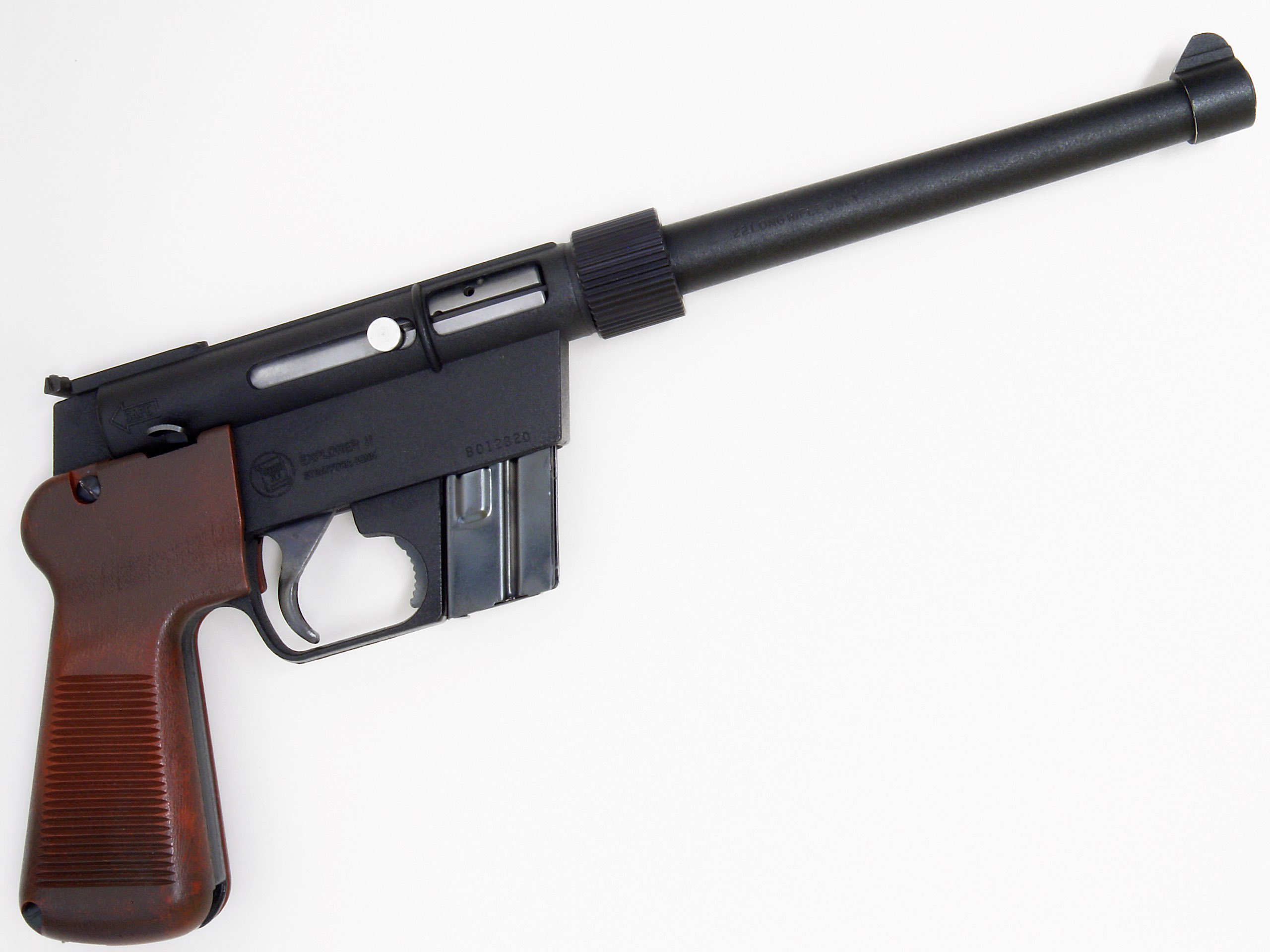
Explorer II pistol с 200 мм стволом